# گروه استیجکوچ
گروه استیجکوچ (انگلیسی: Stagecoach Group) شرکت ترابری اسکاتلندی است، که در سال ۱۹۸۰ تأسیس شد.